# NGC 1109
NGC 1109 je galaksija u zviježđu Ovan.

## Vanjske poveznice
- SEDS: NGC 1109